# ¿Y ahora quién podrá ayudarnos?
¿Y ahora quién podrá ayudarnos? es un programa de radio argentino emitido en Radio con Vos.

## Equipo

### Actual
- Conductor: Ernesto Tenembaum
- Locutora: Yamila Segovia
- Comentarista de deporte: Gustavo Grabia
- Comentarista de espectáculo y curiosidades: Tamara Pettinato

### Anterior
- Columnista de economía: Alejandro Bercovich
- Comentarista de economía: Jairo Straccia
- Locutora: Adriana Verón
- Columnista de negocios: Sebastián Catalano
- Columnista de agro: Matías Longoni
- Columnista de cocina: Pietro Sorba
- Columnista de salud: Dra. Carla Vizzotti
- Columnista de información judicial: Paz Rodríguez Niell
- Productoras: Delfina Seoane - María Caferata
- Operador técnico: Hernán Balmaceda

## Premios y reconocimientos
- Martín Fierro 2017: Labor periodística masculina - Ernesto Tenembaum - ¿Y ahora quién podrá ayudarnos? en Radio con Vos - Ganador
- Martín Fierro 2017: Labor columnista de espectáculos - Tamara Pettinato - ¿Y ahora quién podrá ayudarnos? en Radio con Vos - Nominada
- Martín Fierro 2018: Programa periodístico matutino en FM - ¿Y ahora quién podrá ayudarnos? en Radio con Vos - Nominado
- Martín Fierro 2018: Labor periodística masculina - Ernesto Tenembaum - ¿Y ahora quién podrá ayudarnos? en Radio con Vos - Ganador
- Martín Fierro 2018: Labor columnista de espectáculos - Tamara Pettinato - ¿Y ahora quién podrá ayudarnos? en Radio con Vos - Ganadora
- Martín Fierro 2018: Labor locución femenina - Yamila Segovia - ¿Y ahora quién podrá ayudarnos? en Radio con Vos - Ganadora
- Martín Fierro 2019: Programa periodístico matutino en FM - ¿Y ahora quién podrá ayudarnos? en Radio con Vos - Nominado